# لحظه (فیلم)
لحظه (صربی: Трен) یک فیلم جنگی محصول یوگسلاوی در سال ۱۹۷۸ به کارگردانی استوله یانکویچ است. این فیلم وارد یازدهمین جشنواره فیلم بین‌المللی مسکو شد که در آن باتا ژیوویینوویچ جایزه بهترین بازیگر را کسب کرد.

## بازیگران
- باتا ژیوویینوویچ
- پاوله وویسیچ
- پیتر کارستن
- دراگان نیکولیچ